# Nepal Mountaineering Association
Die Nepal Mountaineering Association (NMA) ist der nationale Bergsteigerverband Nepals. Die NMA wurde 1973 mit dem Ziel gegründet, Bergsteigeraktivitäten im Himalaya zu fördern, nepalesischen Bergsteigern Sicherheitsbewusstsein und Bergsteigerfähigkeiten zu vermitteln und ein Bewusstsein für die Schönheit des Himalaya sowohl auf nationaler als auch auf internationaler Ebene zu schaffen. Die NMA ist seit 1975 aktives Mitglied der UIAA.
Die NMA war auch für die Verwaltung der Klettergenehmigungen für 33 Berge mit Höhen zwischen 5500 und 6600 Metern, die als Trekkinggipfel eingestuft sind, verantwortlich, während das Ministerium für Kultur, Tourismus und Zivilluftfahrt (MoTCA) Genehmigungen für alle anderen in Nepal zum Klettern geöffneten Berge (ca. 300 Gipfel) ausstellt. Im Oktober 2015 gab die nepalesische Regierung bekannt, dass die Verantwortung für die Trekkinggipfel von der NMA auf das MoTCA übertragen wird.
Ehemaliger NMA Präsident und UIAA-Ehrenmitglied ist Ang Tshering Sherpa.